# Groeve aan de Heide

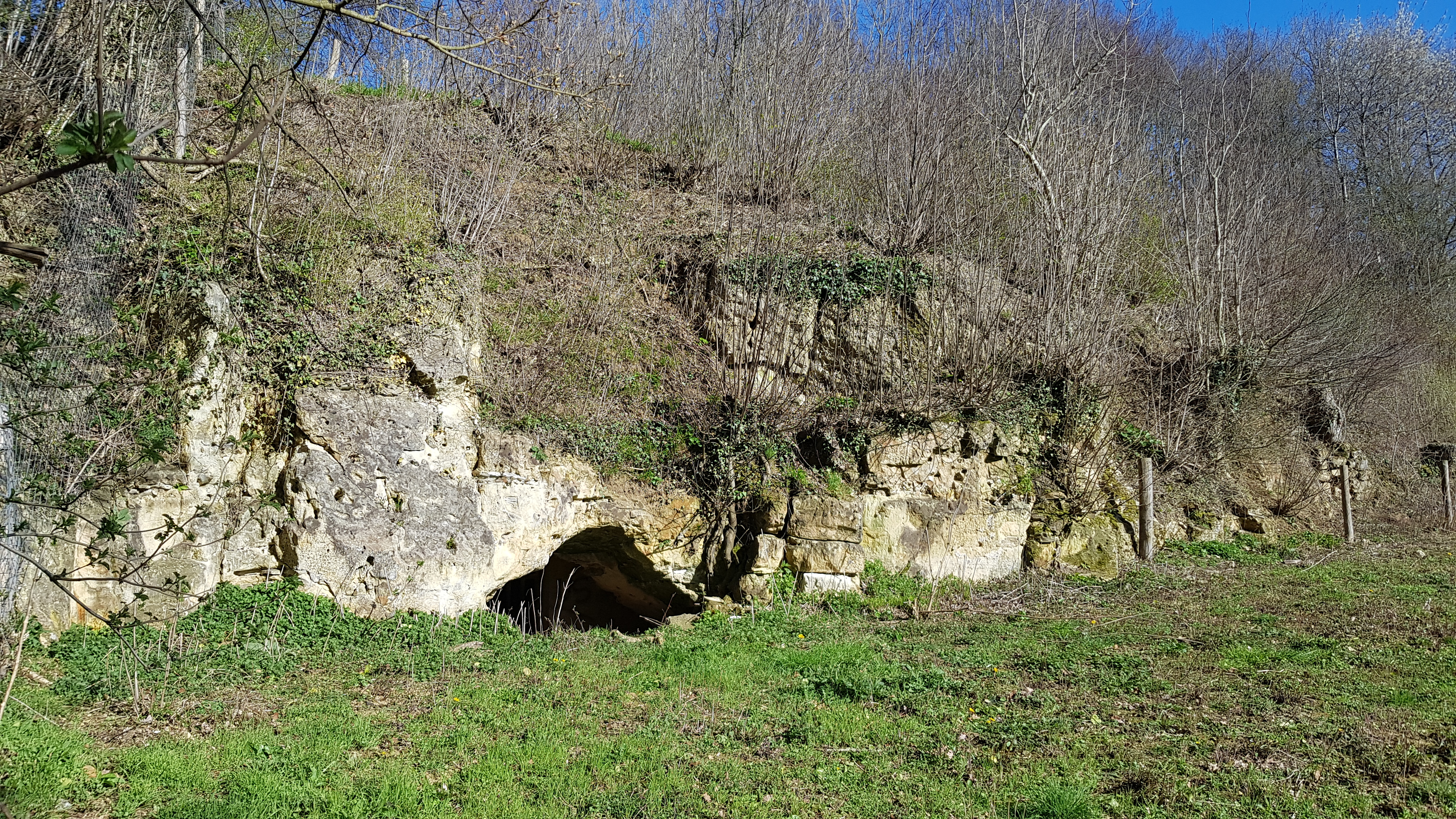
de groeve in de winter

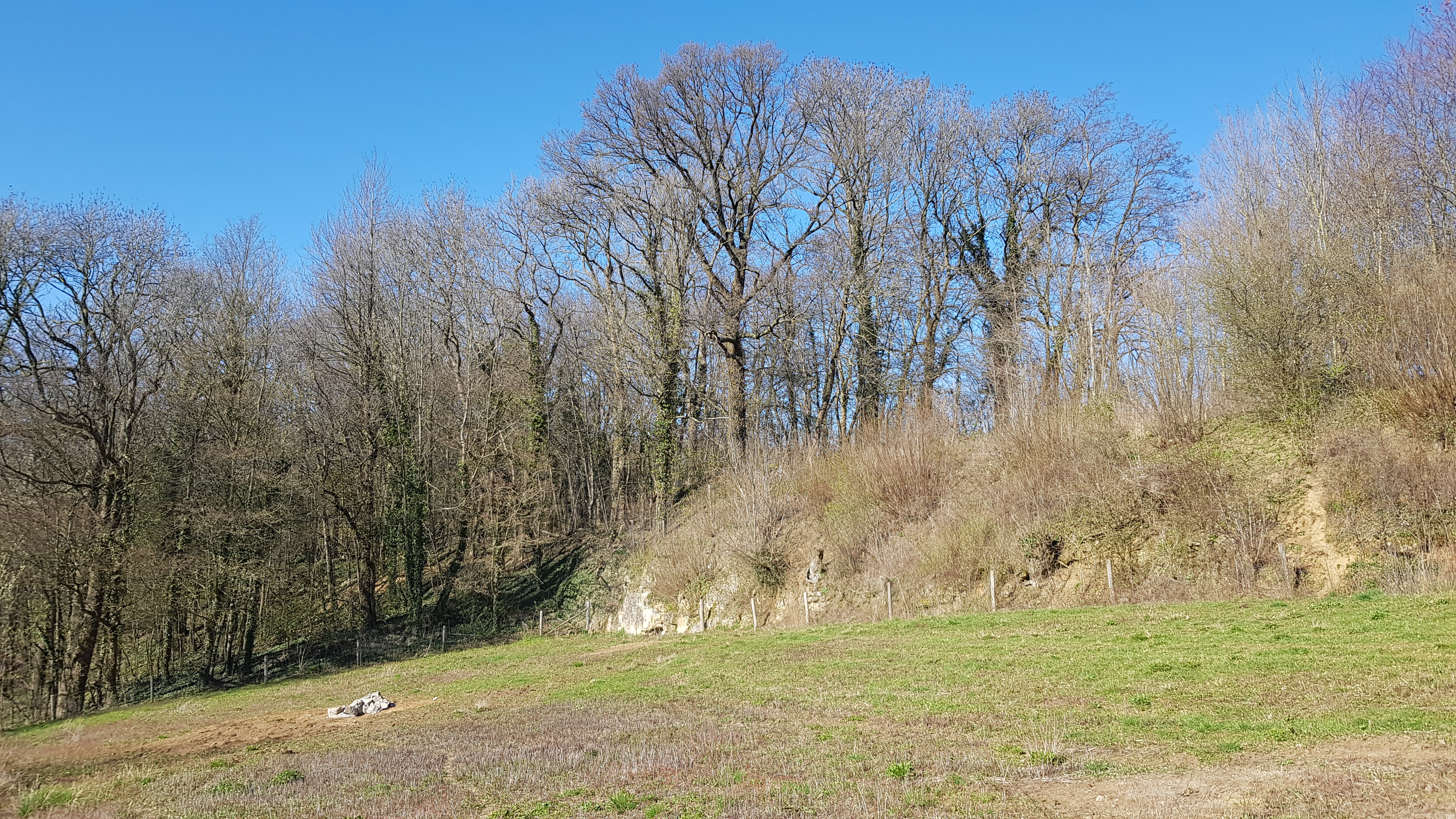
de groeve in de winter

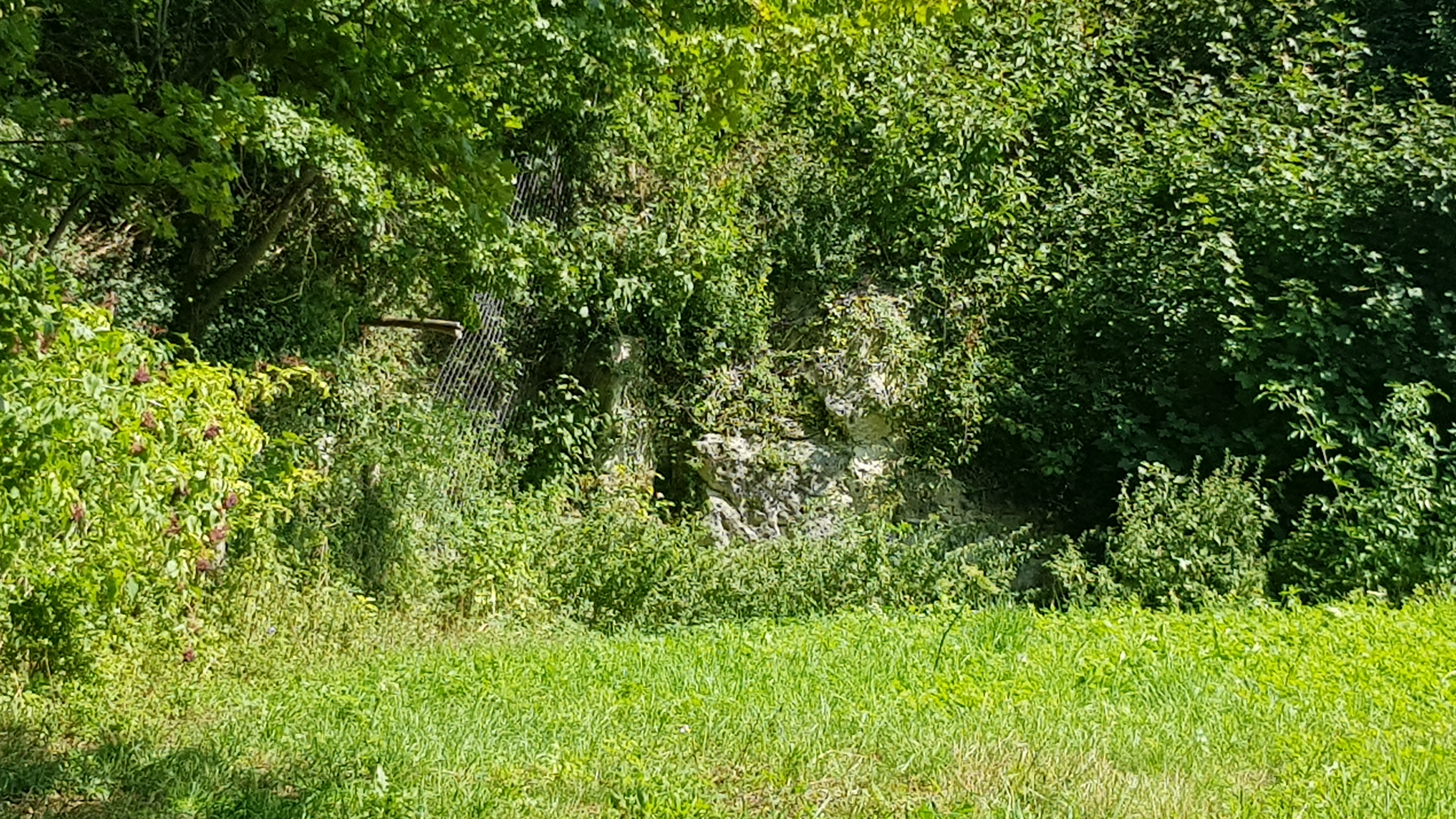
de Groeve aan de Heide in het groen

De Groeve aan de Heide is een Limburgse mergelgroeve in de Nederlandse gemeente Valkenburg aan de Geul in Zuid-Limburg. De ondergrondse groeve ligt ten zuidoosten van Valkenburg in het zuidelijk deel van het hellingbos Biebosch op de noordoostelijke rand van het Plateau van Margraten in de overgang naar het Geuldal. Ter plaatse duikt het plateau een aantal meter steil naar beneden, de groeve zelf ligt in een hoek van een wei nabij een holle weg (IJzeren Koeweg) die ligt ingesneden in het plateau vanuit de Sibbergrubbe.
Op ongeveer 50 meter naar het noordwesten ligt de Heiberggroeve en op ongeveer 100 meter naar het zuidoosten ligt de Groeve in de Grindkuil.

## Geschiedenis
Van de 17e tot de 19e eeuw werd de groeve door blokbrekers ontgonnen voor de winning van kalksteen.

## Groeve
De Groeve aan de Heide heeft een lage ingang waarachter zich een grote hal bevindt met een gang van ongeveer 40 meter. De groeve heeft een oppervlakte van ongeveer 374 vierkante meter met een ganglengte van ongeveer 65 meter.
De ingang van de groeve is afgesloten, zodanig dat vleermuizen de groeve kunnen gebruiken als verblijfplaats.